# 吉川三左衛門
吉川三左衛門（よしかわさんざえもん）は、当時今浜と呼ばれた町を豊臣秀吉の命により長浜城下町として整備することに尽力した。長浜十人衆・長浜三年寄の一人。近江国浅井郡早崎村（現・滋賀県長浜市）出身。長浜宿の本陣を務めた。墓は天台真盛宗宝生山知善院にある。
1. 吉川家の始まり

吉川家の名が歴史に現れるのは秀吉が長浜の地に城下町を整備した時代に遡る。秀吉は４９町を１０組に分けて組ごとに一人の町年寄を任命した。これが「十人衆」である。この時長浜湊地域の船町にわざわざ浅井郡早崎村の三左衛門を呼び寄せた。この時既に吉川姓を名乗っている。
その後、秀吉による朝鮮出兵で文禄元年（1593年）に琵琶湖の船持が動員された際、はじめは三左衛門も選ばれていたが、長浜に欠かせない人材として秀吉の指示で外された記録もある。
　２．江戸時代の吉川家
徳川の世となってからも、慶安４年（1651年）井伊氏の御用船建造に用いる材木購入のため、日本海を北上して出羽国能代まで赴き、苦難の末に使命を果たしたという逸話も残っており、引続き重責を担っていたと考えられる。
　2－1　舟運
江戸時代の長浜湊は、彦根藩の「船奉行」の管轄下にあり、その元での元締役が「船年寄」である。元和２年（1616年）頃には、吉川三左衛門を始めとする6名がこの任にあったが、元禄2年（1689年）には（下郷）助三郎と2名のみになり、享保18年（1733年）以降は三左衛門1名で明治5年（1872年）に退役するまでこの任にあった。琵琶湖の舟運としては松原（彦根）蔵と大津蔵への年貢米の運搬や、北国貿易としての大浦湊への運搬権を差配した。長浜湊全体では、遠距離運送を担う丸子船の所有者は隆盛時に58人60艘、荷下用の橋船艜（たいら）船は27名28艘保有していたが、三左衛門はこのうちいずれも2艘ずつ保有した。丸子船については、通常90石から155石規模のものが用いられていたところ、三左衛門はただ一人200石船（もう一艘は140石船）を有した。
　2－2　町政
彦根藩による長浜町の管理は、彦根在住の町奉行が担当し、これに町年寄（十人衆）が対応した。町年寄には、秀吉時代の有力町人であった十人衆のうち、絶家となった5家を除く5家と、新たに就任した3家、これに明治5年（1872年）のみ務めた西川家を加えた9家が存在する。三左衛門が初めて町年寄に就任したのは天和5年（1682年）からであり、享保3年（1718年）までは町年寄役全員が町年寄を務める惣年寄時代であった。寛保2年（1742年）からは、「三年寄」と呼ばれる吉川・安藤・下村家による3名制の時代となる。文化5年（1808年）に三左衛門が退任して川崎（河崎）家にその座を譲るも、安政3年（1856年）から安藤家と交代する形で復帰し、明治2年（1869年）まで継続された。
　2－3　御本陣
また、長浜は主要な参勤交代のルートからは外れたものの、宿駅の業務を担う「馬借問屋」を元文年間に始め明治2年（1869年）に退任するまで続けており、大名行列が通る際には、「御本陣」として殿様の休憩所を提供した。元治元年（1864年）11月3日に加賀藩主前田斉泰夫人の溶姫（やすひめ）が江戸に向かう途中、昼食に三左衛門家に立ち寄った記録が存在する。
３．その後
吉川家の跡地は現在長浜市立長浜幼稚園となっており、門柱が残存している。代々吉川三左衛門を名乗るが、幕末の三左衛門（三助）の息子で荒木寿山の養子となった漢方医荒木舜庵の娘庸の夫は江戸芝神明の根付師で名高い尾崎惣蔵（尾崎谷斎・武田谷斎）であり、その長男が作家の尾崎紅葉である。
４．資料
吉川家の当主より、滋賀大学経済学部附属史料館に資料一式が寄託されている。